# Onyang-eup
Onyang-eup (koreanska: 온양읍) är en köping i landskommunen Ulju-gun som i sin tur är en del av stadskommunen Ulsan i den sydöstra delen av Sydkorea, 300 km sydost om huvudstaden Seoul. Onyang-eup ligger cirka 15 kilometer söder om Ulsans centrum.